# Cobra (Conny-Land)
Die Shuttle-Stahlachterbahn Cobra befindet sich im Schweizer Freizeitpark Conny-Land im Ortsteil Lipperswil der Gemeinde Wäldi im Kanton Thurgau. Sie wurde am 28. Juli 2010 eröffnet.
Cobra ist die höchste und schnellste Achterbahn der Schweiz und die grösste Linearachterbahn Europas. Außerdem ist sie die einzige Auslieferung des Modells.
Cobra verfügt über eine Streckenlänge von 225 m. Diese ist mit einem Looping und zwei Airtime-Hügel ausgestattet. Der Startpunkt liegt auf einer Höhe von 42 m. Der Zug erreicht eine Spitzengeschwindigkeit von 85 km/h.

## Aufbau

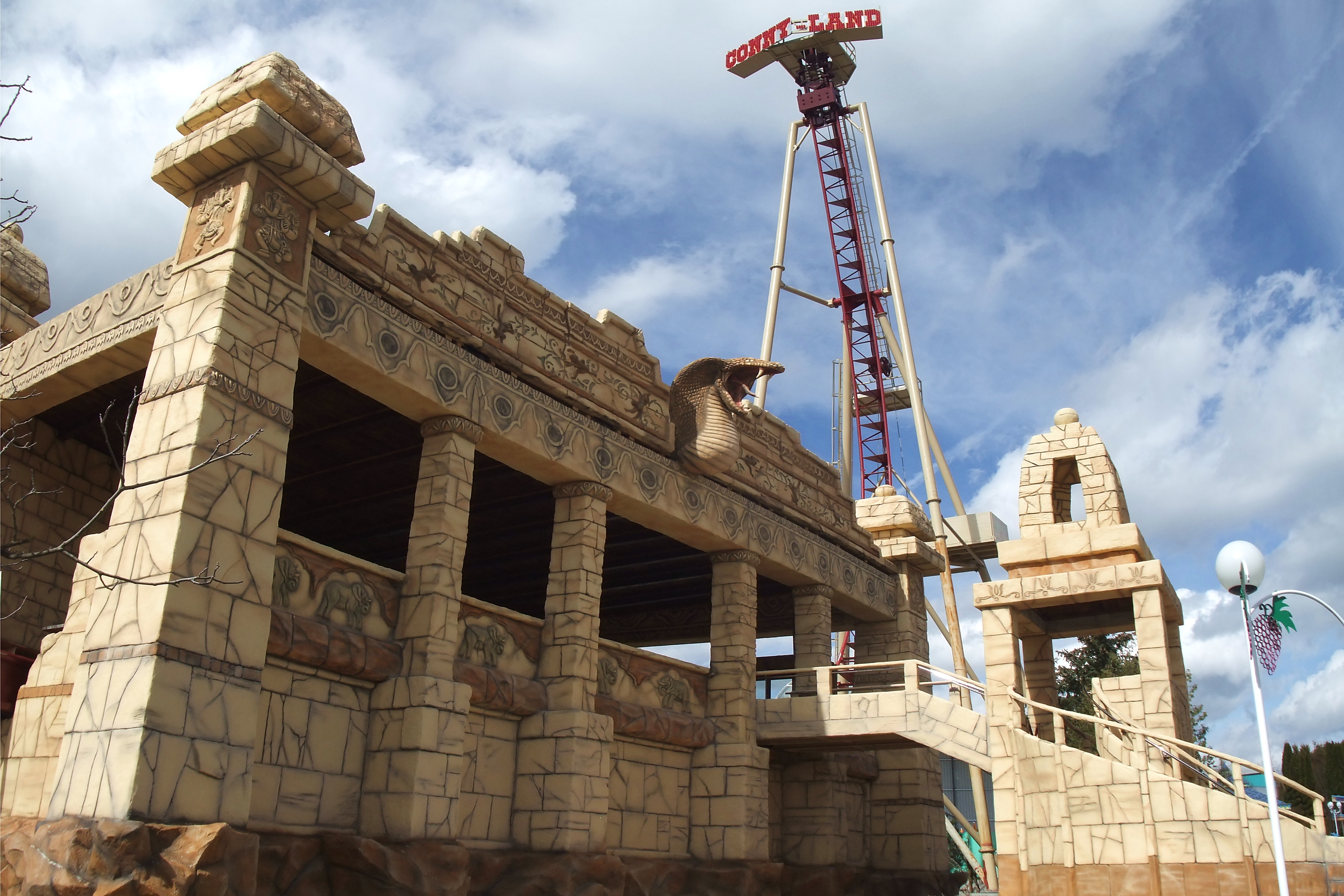
Eingangsbereich der Achterbahn

Ende 2006 wurde mit dem Bau der Cobra-Achterbahn begonnen. Geplant war die Bahn zur Saison 2007 in Betrieb zu nehmen. Zunächst wurden die Fundamente für die Stützen erstellt. Es folgte der Bahnhof mit dem Wartebereich. Wegen Lieferproblemen des russischen Herstellers Pax Design verzögerte sich anschliessend der Weiterbau. So wurden die ersten Stützen und Schienenteile erst im Jahre 2009 angeliefert. Dadurch konnte die Bahn mit über drei Jahren Verspätung erst am 28. Juli 2010 mit einem großen Einweihungsfest dem Betrieb übergeben werden.
Schon nach kurzer Zeit des Dauerbetriebs wiesen die Wagen ein ruppiges Laufverhalten auf. So wurde bereits Anfang August 2010 der Betrieb für 14 Tage eingestellt. Rasch war die Ursache gefunden. Diverse Bolzen zeigten Verschleißerscheinungen. Ein regionaler Unternehmer erstellte die erforderlichen Bolzen in höherwertigem Material.
Nach Saisonende 2010 wurden die Schienen nochmals abgebaut, verfeinert und vor dem Saisonbeginn 2011 wieder zusammengebaut. Auch diese Arbeiten dienten der Verbesserung des Fahrkomforts. Diese Änderungen wurden von der Firma Stakotra durchgeführt, welche auch die Schienen für der Achterbahnhersteller Intamin fertigt.
Im Jahr 2020 erhielt die Bahn einen neuen Zug aus dem Hause Sunkid Heege mit teilweise Face 2 Face Bestuhlung bei welcher sich die Fahrgäste während der Fahrt gegenüber sitzen. Der Zug verfügt außerdem über das Embrace-5-System bestehend aus einem C-Schulterbügel und einen geschlossenen Gurtsystem.

## Fahrt
Mit Hilfe eines Rückwärtslifts wird der Zug aus der waagerecht liegenden Station in seine senkrecht stehende Startposition gezogen. Auf 36 m wird ausgeklinkt. In freiem Fall beschleunigt der Zug auf seine Spitzengeschwindigkeit und fährt mit 85 km/h durch die Station und auf die Strecke. Nach dem Überwinden der beiden Kamelhöcker wird der Looping durchfahren. Die dadurch erreichte Geschwindigkeit reicht aus, um den Zug wieder auf eine Höhe von 36 m zu bringen. Nun hängen die Fahrgäste jedoch über Kopf. Nach kurzem Stopp geht die Fahrt rückwärts durch den Looping und die Strecke wieder zurück zur Station.